# Donald Trump's Real Estate Tycoon
Donald Trump Real Estate Tycoon est un jeu de simulation économique de spéculation immobilière sorti en novembre 2002. Développé par Redcap et édité par Activision, il a été réalisé pour fonctionner sous Microsoft Windows. Dès l'année suivante il est édité en Europe par Xplosiv. Le 20 octobre 2004, Activision édite une version pour smartphone, développé par Airborne Entertainment pour J2ME et INFUSION, ainsi que pour la dernière console de jeu de Nokia, la N-Gage QD.
Donald Trump, homme d'affaires, magnat de l'immobilier et 45e président des États-Unis élu en 2016 lui a prêté son nom, ainsi que sa voix pour les deux versions du jeu,.
En anglais, "real estate" renvoie au marché de l'immobilier ; la Trump Organization, l'entreprise de la famille Trump ayant construit une fortune grâce à la spéculation immobilière et la création d'une rente durable dans l'investissement locatif aux États-Unis. "Tycoon" est un mot anglais dérivé du mot japonais "taikun" (大君) signifiant « grand seigneur » ou « grand prince ». En anglais, "tycoon" signifie « magnat » ou « homme d'affaires prospère » et a été employé la première fois en 1990 pour le jeu Sid Meier's Railroad Tycoon.

## Système de jeu

### But du jeu
Donald Trump Real Estate Tycoon est un jeu vidéo pour un seul joueur. Le but est de battre Donald Trump en devenant le plus influent des magnats de l'économie. Dans la version Windows, le joueur peut choisir entre cinq villes: Los Angeles, New York City, Atlantic City, Londres et Paris. La version mobile ne possède quant à elle qu'une seule ville. Chaque ville est présenté sur une carte isométrique. Chacune des cinq villes a son marché, qui ouvre à 6 h et se ferme à 22 h. Le joueur doit parfois se concentrer sur d'autres villes ou attendre.

### Créer sa fortune
Le jeu dispose de quatre différents types de biens immobiliers : commerciaux, hôtels, bureaux et résidentiel. Chaque type de biens immobiliers est disponible en trois différentes tailles : petit, moyen et grand. Donald Trump contrôle la progression du joueur tous les six mois du jeu. S'il est impressionné par la progression du joueur, il va promouvoir le joueur d'un étage supplémentaire dans la Trump Tower, siège de la Trump Organization. Le but du joueur est d'atteindre le dernier étage, où réside le milliardaire. Trump offre également des conseils et astuces pour le joueur tout au long du jeu.
Un joueur commence par acheter une propriété. Le prix varie en fonction de sa taille, du nombre d'heure de jeu et de la progression du joueur. Une fois le terrain acheté, un nouveau bâtiment peut être construit. Avant la construction, le style d'architecture, la qualité, le nombre d'étages (jusqu'à 12) et la durée de construction doivent être sélectionnés. Le coût est d'autant plus cher que la qualité de l'immeuble est bonne et le temps de construction faible. Mais pendant ce temps le joueur ne touche pas de loyer, et si la qualité et mauvaise les loyers seront faibles.
Chaque étages de l'immeuble peut être transformés en trois types : des magasins, des bureaux ou des appartements en copropriété. Les magasins sont le plus cher à construire, mais peut être commercialisé à un prix plus élevé. Les bureaux sont moins chers à construire mais rapportent de moindre bénéfices.
Une fois le bâtiment terminé, le joueur peut soit vendre soit louer les pièces. L'argent entre instantanément par la vente, c'est la partie spéculation immobilière. Les paiements sont reçus sur une base mensuelle par la location, c'est la partie investissement locative.
Quand le joueur se trouve à court de budget, il peut réaliser un emprunt auprès de quatre banques. Les prêts sont remboursés automatiquement après un certain nombre de mois. Cela permet de créer des effets de levier et réaliser de grands profits rapidement.
La qualité du bâtiment se détériore au fil du temps. Lors de leur réutilisation à des fins commerciales, mieux vaut investir dans une rénovation. Par le biais de la rénovation, certaines pièces peuvent changer de destination commerciale. Un changement dans le style du bâtiment et le nombre d'étages ne peut être atteint que par le biais de la démolition et de la reconstruction.

### Défier Trump
Une fois les niveaux des cinq métropoles atteints, le joueur entre en concurrence avec Trump. Le but du jeu change alors : il faut contre-attaquer les projets de développement de son entreprise durant un certain nombre d'années, réussir à enregistrer des profits supérieurs et finalement le mettre en banqueroute. Cette fois, des catastrophes naturelles et les activités criminelles peuvent réaliser des dommages à la propriété[citation nécessaire]. La version mobile permet également au joueur de dépasser Trump dans le secteur des affaires.

## Accueil
Avery Score de GameSpot donne 7,2 sur 10 à la version de la N-Gage QD. Cependant, Score qualifie les séquences de vente aux enchères « ennuyeuses à mourir », et écrit que, malgré « la marque unique de ce jeu, c'est — au fond — un jeu tycoon qui n'innove en rien par rapport aux conventions du genre. Alors que le jeu pourrait avoir bénéficié d'un gameplay plus varié et d'un jeu contre l'ordinateur plus intelligent, Real Estate Tycoon's requiert un niveau de compréhension important du monde des affaires. » Score salue les graphismes du jeu, et analyse que, bien que le jeu n'a pas « beaucoup d'un composant audio, ce qui est présenté reste correcte. Pas de musique de fond accompagne le gameplay, malheureusement, mais la revue semestriel est enregistrée avec la voix de Donald Trump en personne. »
Score conclu que, bien que le jeu « n'ai pas de défauts majeurs, [il] échoue à fournir une expérience variée. [...] Après avoir été promu 99 fois, le jeu est terminé, mais il est probable que la plupart des joueurs seront fatigués de jouer avant d'arriver à ce niveau, car il n'y a qu'une seule ville dans [cette version du] jeu, et pas grand-chose à faire d'autre que de travailler à ses affaires. Ne rien faire d'autre qu'acheter bas et vendre haut peut avoir un intérêt que pour une durée limité si on ne s'appelle pas Donald Trump. »